# Ryan Budde
Pour les articles homonymes, voir Budde.
Ryan Dean Budde (né le 15 août 1979 à Midwest City, Oklahoma, États-Unis) est un ancien receveur des Ligues majeures de baseball.

## Carrière
Ryan Budde est drafté par les Mets de New York au 12e tour de sélection en 1998 puis par les Angels d'Anaheim, également au 12e tour, en 2001. Il ne signe pas avec les Mets pour se joindre à l'équipe de baseball de l'Université d'Oklahoma à Stillwater. Il accepte l'offre des Angels et amorce sa carrière en ligues mineures en 2002 avec un club-école de la franchise.
Budde fait ses débuts dans le baseball majeur avec les Angels le 31 juillet 2007. Il réussit son premier coup sûr au plus haut niveau le 17 août suivant face à un lanceur des Red Sox de Boston, Josh Beckett. Le receveur ne dispute que 12 parties pour les Angels en 2007. On le revoit dans huit matchs de l'équipe en 2008, seulement trois en 2009 et enfin six en 2010. Il évolue le reste du temps dans les ligues mineures. Le 7 mai 2010, il frappe son premier coup de circuit dans les majeures, aux dépens du lanceur Felix Hernandez des Mariners de Seattle.
Devenu agent libre, Ryan Budde signe avec les Blue Jays de Toronto en décembre 2010.